# Азгир
Азгир (каз. Азғыр) — село в Курмангазинском районе Атырауской области Казахстана. Входит в состав Азгирского сельского округа. Находится примерно в 171 км к северо-западу от села Ганюшкино. Код КАТО — 234633200.

## История
В 1928—1930 годах Азгир был центром Азгирского района Уральского округа.

### Полигон «Азгир»
В районе села в 1966—1979 годах проводились подземные ядерные взрывы для отработки технологии создания полостей в соляных пластах.
В 1990—2000-х годах проводились исследования состояния законсервированных объектов, выделялись средства на восстановление почвы на испытательном полигоне.

## Население
В 1999 году население села составляло 601 человек (316 мужчин и 285 женщин). По данным переписи 2009 года, в селе проживало 580 человек (290 мужчин и 290 женщин).